# الخلايا الرئيسية

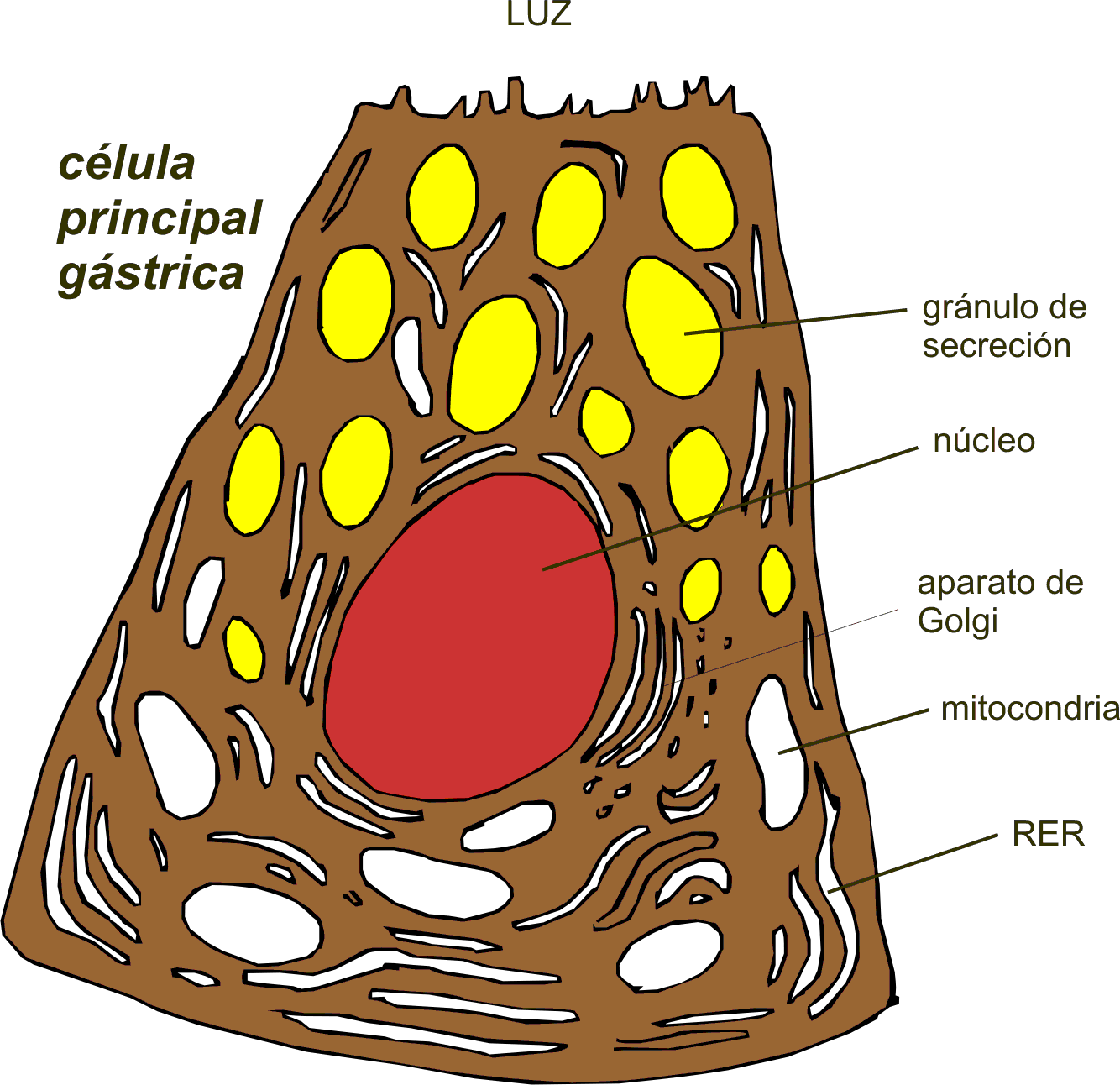
خلية رئيسية معدية

خلية رئيسية أو الخلايا الرئيسية (بالإنجليزية: Chief cell)‏ في علم تشريح الإنسان، هناك ثلاثة أنواع  من الخلايا الرئيسية: الخلايا المعدية الرئيسية، الخلية الرئيسية الدريقية، والنوع الأول من الخلايا الرئيسية موجود في الجسم السباتي.

## أنواع الخلايا

### الخلايا الرئيسية المعدية
الخلايا الرئيسية المعدية (ومعروف أنها خلية مفرزة للخمائر أو خلايا هضمية) وهي خلية موجودة في المعدة حيث تفرز مولد الببسين وإنزيم الكيموسين .مولد الببسين ينشط بأنزيم البيبسين عندما يصبح على تماس بالحمض الذي تنتجه الخلايا الجدارية المعدية. يفرز هذا النوع من الخلايا أيضاً إنزيمات الليباز المعدية، التي تساعد على هضم الشحوم الثلاثية في الحموض الدسمة الحرة وثنائي/ وأحادي الغليسريد. هناك أيضاً أدلة على أن الخلايا الرئيسية المعدية تفرز اللبتين استجابة لوجود الطعام في المعدة. تم العثور على الليبتين في حبيبات البيبسينوجين الموجودة في الخلايا الرئيسية.
يتم تجديد خلايا الوهدات المعدية كل 2-4 أيام. يعتبر هذا المعدل المرتفع للتجديد آلية وقائية لحماية الظهارة المعدية من التحلل البروتيني الذي قد يسببه كل من الببسين وحمض كلور الماء الذي تنتجه الخلايا الجدارية. تعد الخلية الرئيسية المعدية أطول عمراً ويعتقد أنها تتمايز من الخلايا الجذعية الموجودة في أعلى وحدة المعدة في البرزخ. هذه الخلايا الجذعية تتمايز في خلايا العنق المخاطية في البرزخ وتتحول إلى خلايا رئيسية أثناء هجرتها نحو القاعدة. بما أن خلايا العنق المخاطية لا تنقسم لتصبح خلية رئيسية، فإن هذه العملية تُعرف بـ التمايز التحولي. وقد تبين أن الجين Mist1 ينظم التمايز التحولي لخلايا العنق المخاطية إلى خلايا رئيسية ويؤدي دوراً في التطور الطبيعي لعضيات الخلية الرئيسية وهياكلها.

### الخلايا الرئيسية الدريقية
الخلية الرئيسية الدريقية هي الخلية الأولية للغدة جار الدرقية. وتنتج وتفرز هرمون جار درقي استجابة لمستويات الكالسيوم المنخفضة. باراثورمون PTH (هرمون الدريقات) يلعب دوراً هاماً في تنظيم مستويات الكالسيوم في الدم عن طريق زيادة كمية الكالسيوم في الدم. يبدو أن أنسجة الغدد جارات الدرقية ذات معدل تحول منخفض.

## نسيجياً

### الخلايا المعدية الرئيسية

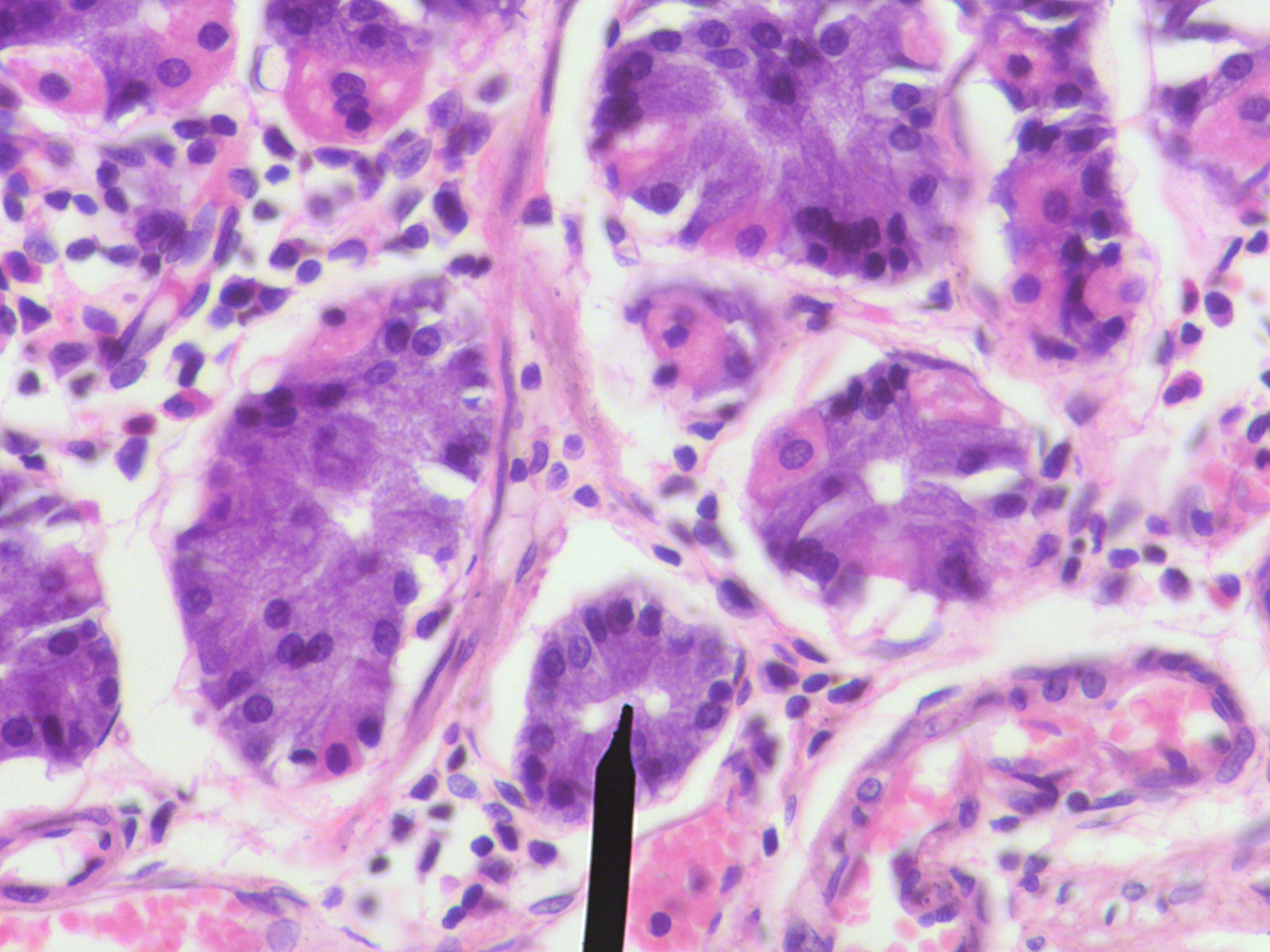
الخلايا الرئيسية المعدية

الخلايا المعدية الرئيسية هي خلايا ظهارية توجد داخل وحدة المعدة أو الغدة المعوية، وتشكل قاعدة وحدة المعدة. الخلية الرئيسية المعدية  لديها شبكة واسعة من صفائح الشبكة الاندوبلازمية الباطنة الخشنة المنظمة حول النواة. الخلية الرئيسية المعدية أيضاً تحتوي على العديد من الحويصلات المفرزة الكبيرة المليئة بأنزيمات هاضمة في السيتوبلازم القمية.

### الخلايا الرئيسية الدريقية

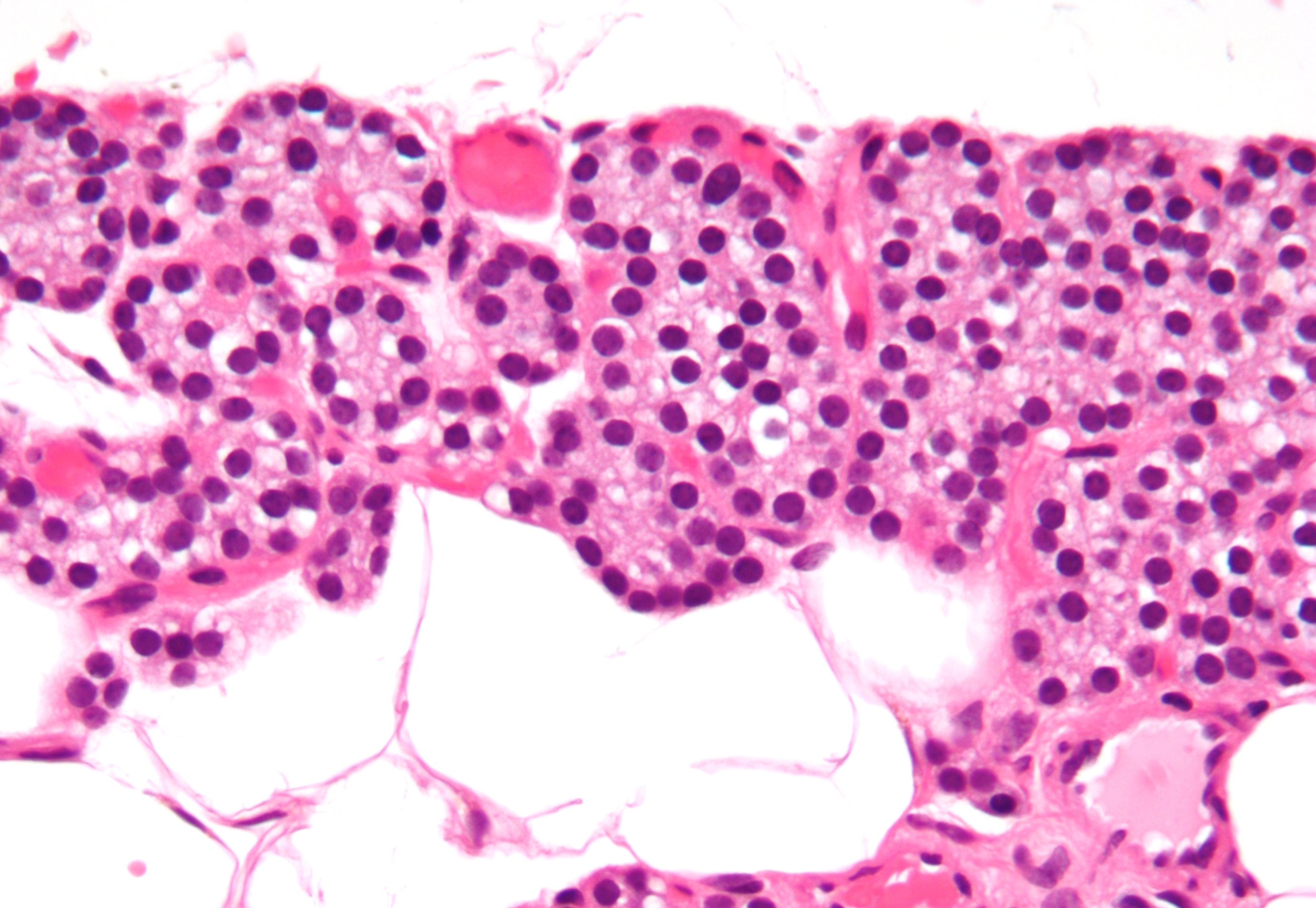
الخلايا الرئيسية الدريقية

الخلايا الرئيسة الدرقية تشكل غالبية الغدة جارة الدرقية على طول الخلايا الشحمية والخلايا الحامضة. تمتلك الخلايا الرئيسة الدريقية كميات كبيرة من العضيات المرتبطة بتصنيع البروتين. كما هو الحال في العديد من أجهزة الغدد الصماء، مع تقدم العمر، تظهر المزيد من الخلايا الحمضة في الغدة جارة الدرقية.

## الأمراض
في الأنسجة المعدية، أن فقدان الخلايا الجدارية بسبب التهاب مزمن يؤثر على تمايز الخلايا الرئيسية ويمكن أن يحث الخلايا الرئيسية على التحول إلى خلايا العنق ويمكن أن يؤدي إلى حؤول لخلايا مخاطية، يعرف باسم عديد الببتيد مزيل التشنج المعبر عن الحؤول (SPEM) يمكن أن يكون ما قبل سرطاني. إذا فُقدت الخلايا الجدارية، فلا تتشكل الخلايا الرئيسية الناضجة. قد تفرز الخلايا الجدارية العوامل التي تؤدي إلى تحول الخلايا الرئيسية، لذلك إذا فُقدت، فإن الخلايا الرئيسية لا تتطور طبيعياً.